# Robert Dachs
Robert Dachs (* 27. Oktober 1955 in Weiden; † 6. Oktober 2015 in Wien) war ein deutsch-österreichischer Autor und Ausstellungsmacher.

## Leben
Robert Dachs wurde in seiner Schulzeit am Kepler-Gymnasium von seinem Deutschlehrer, dem Schriftsteller Franz Joachim Behnisch, beeinflusst. Zwar studierte Dachs zunächst Pädagogik, doch orientierte er sich danach beruflich  in Richtung Film. Er arbeitete zunächst bei der Bavaria Film in München, dann sechs Jahre als Regieassistent von Theaterregisseur Edwin Zbonek in Wien. 1981 erschien im Zürcher Arche Verlag sein erster und einziger Roman Halbseide, der in den 1950er-Jahren der Adenauer-Zeit spielt. Das Werk wurde unter dem Titel Bonbons Viennoise auch in Frankreich veröffentlicht.
In Wien lernte Robert Dachs in den 1980er-Jahren den Schauspieler Oskar Werner kennen, dem er bis zu dessen Tode freundschaftlich verbunden war. Das Leben Oskar Werners erzählte Dachs in drei viel beachteten biographischen Werken: Oskar Werner: Ein Nachklang (1992), Oskar Werner. Genie und Fetzenschädl (1994) sowie Oskar Werner. Abgründe eines Giganten (2011). Weiter schrieb er Biographien über Willi Forst (1996) und Johann Strauß (1999).
Zur Johann-Strauß-Biographie entwickelte Robert Dachs eine große Ausstellung, die in London, Bad Ischl und in der Wiener Staatsoper gezeigt wurde. Zuvor bereits hatte er sich vor allem mit dem Projekt Sag beim Abschied… (1992) einen Namen als Ausstellungsmacher gemacht. Aufgezeigt wurde das künstlerische Leben in Wien von der Jahrhundertwende bis zum Nationalsozialismus und im Exil. Stationen der Ausstellung waren unter anderem Wien, Salzburg, Frankfurt, Jerusalem, Berlin und München. Viel beachtet wurde auch das von ihm unter demselben Titel 1997 veröffentlichte Buch mit kurzen, prägnanten Biographien exilierter Künstler.
Robert Dachs war fester Bestandteil der Wiener Kulturszene. Auf seiner Webseite berichtete er unter anderem über seine Kontakte zu Viktor Matejka, Hans Jaray, Bruno Kreisky, Jane Tilden, O. W. Fischer, Friedrich Gulda, Carlos Kleiber und Leonard Bernstein. Außerdem besaß Dachs ein umfangreiches Archiv über die österreichische Theater- und Musikszene und deren Protagonisten im 20. Jahrhundert.
Verheiratet war Robert Dachs mit Eti Schwerdt, einer Tochter des ehemaligen KZ-Häftlings Otto Schwerdt, der sich als Zeitzeuge und Autor gegen das Vergessen engagierte. Seine in Jerusalem lebende Schwester Gisela Dachs schreibt als Journalistin für große französische und deutsche Zeitungen.

## Bücher
- Halbseide. Roman. Arche, Zürich 1981. ISBN 978-3716017500.
- Oskar Werner: Ein Nachklang. Verlag Kremayr & Scheriau, Wien 1992. ISBN 978-3218004787.
- Oskar Werner: Genie und Fetzenschädl. Verlag Der Apfel, Wien 1994. ISBN 978-3854500278.
- Sag beim Abschied... Verlag Der Apfel, Wien 1994. ISBN 978-3854500995.
- Willi Forst. Eine Biografie. Verlag Kremayr & Scheriau. Wien 1996. ISBN 978-3218004374.
- Johann Strauss: Was geh ich mich an? Styria Premium, Wien 1999, ISBN 978-3222126697.
- Die Welt des Karl Farkas. Holzhausen, Wien 2001. ISBN 978-3854930341.
- Salzburger Festspielereien. Verlag Kremayr & Scheriau, Wien 2001. ISBN 978-3218005241.
- Oskar Werner: Abgründe eines Giganten. Braumüller, Wien 2010. ISBN 978-3991000235.

## Ausstellungen (als Kurator und Sammler)
- 1992: Oskar Werner. Genie und Fetzenschädl. In Wien
- 1993: Sag beim Abschied… Wiener Publikumslieblinge in Bild & Ton. In Wien. Danach in Salzburg, Frankfurt, Jerusalem, Ludwigshafen, Stuttgart, Berlin München
- 1993: Im Herzen Sägespäne? Lachen und Weinen in Wien. In Wien
- 1999: Was geh ich mich an? Glanz und Dunkelheit im Leben des Walzerkönigs. In London, Wien und Bad Ischl